# 坂本義和 (社会運動家)
坂本 義和（さかもと よしかず、1925年 - 没年不詳）は、日本の社会運動家。「引揚を記念する舞鶴全国友の会」理事長、関西蒲江郷友会理事および教育報道新聞神戸市局長を歴任した。大分県蒲江町出身。

## 来歴
1945年（昭和20年）8月の終戦時、旧満州奉天第三方面軍司令部に所属していた。シベリア抑留(パフタラル収容所（現・ウズベキスタン）、カラカンダ収容所（現・カザフスタン）を経て、1948年（昭和23年）9月、舞鶴港に復員した。
帰国後は第百生命保険に勤務し、1985年（昭和60年）に定年退職する。
2006年には劇団四季がシベリア抑留を題材として上演した『ミュージカル異国の丘』の公演に招待された。

## 著書
- 『夢日記 五千百十五夜のアラカルト』私家版、1986年
- 『ラーゲリ物語 兵士が初めて語るその真相』みるめ書房、2000年
- 「義父の冒険」